# Hanna Koschinsky
Hanna Koschinsky (* 21. August 1884 in Breslau, Deutsches Kaiserreich; † 31. März 1939 in Gauting), auch Johanna Meyer-Koschinsky, war eine deutsche Bildhauerin.

## Leben und Werk
Hanna Koschinsky war die Tochter eines schlesischen Gutsbesitzers und Fabrikanten. Von 1900 bis 1904 studierte sie an der Königlichen Kunst- und Gewerbeschule Breslau (heute: Staatliche Akademie für Kunst und Kunstgewerbe Breslau) Bildhauerei und figürliches Modellieren bei Theodor von Gosen, Ignatius Taschner, Albert Werner-Schwarzburg und Wilhelm Schwarzbach. Wie viele Künstlerinnen ihrer Zeit zog es sie nach Paris. Ab 1904 war sie Schülerin von Auguste Rodin und von 1909 bis 1910 lernte sie bei Aristide Maillol, mit den Bildhauern Bernhard Hoetger und Wilhelm Lehmbruck stand sie in Kontakt. 1907 und 1908 war sie zu einem Studienaufenthalt in Italien. Mit Ausbruch des Ersten Weltkriegs floh Hanna Koschinsky nach Berlin. Hier arbeitete sie zeitweise mit Käthe Kollwitz und Hugo Lederer in einer Ateliergemeinschaft.
1917 und 1918 studierte Hanna Koschinsky an der Staatlichen Kunstakademie Oslo (heute: Kunsthochschule Oslo) bei Gunnar Utsond. In Norwegen konnte sie sich als Bildhauerin jedoch keinen Namen machen. Sie arbeitete in dieser Zeit als Buch- und Werbeillustratorin und entwarf Gartenplastiken für die in Oslo ansässige Firma Christiania Monier- & Cementvarefabrik.
Mit dem Ende des Ersten Weltkriegs kehrte sie nach Breslau zurück und übernahm, um überleben zu können, in Breslau-Rosenthal den ererbten landwirtschaftlichen Betrieb ihres Vaters. Sie richtete sich auch ein Atelier ein, das zum Treffpunkt vieler Künstlerkollegen wurde, wie u. a. Johannes Grüger (Maler und Grafiker), Heribert Grüger (Kinderbuchautor), und ihrem Neffen Fritz Koschinsky (Komponist). In Breslau lernte sie den expressionistischen Maler Adolph Meyer kennen. Beide heirateten 1920 und gründeten zusammen mit Felix Jacob eine Ateliergemeinschaft, bis sie 1925 nach Gauting bei München zogen. 1938 reiste Hanna Koschinsky nach Bali, Malaysia und Java.
Hatte Hanna Koschinsky in ihren Pariser Jahren im impressionistischen Stil gearbeitet, so zeigen ihre späten, expressionistischen Werke eine deutliche Nähe zu Ernst Barlach.
Der künstlerische Nachlass von Hanna Koschinsky mit 197 Arbeiten aus allen Werkgruppen befindet sich im Gerhard-Marcks-Haus in Bremen.